# Вачтур
Вачтур — озеро в Гаринском городском округе Свердловской области России.

## Географическое положение
Озеро Вачтур расположено в муниципальном образовании «Гаринский городской округ» Свердловской области, в 16 километрах к востоку от села Ерёмино. Озеро площадью — 0,8 км², с уровнем воды — 60,1 метра.

## Описание
Озеро имеет поверхностный сток, реку Вылья. Берега местами заболочены и покрыты лесом. В озере водится рыба.